# Gorky 17
Gorky 17, Odium – komputerowa taktyczno-strategiczna gra turowa z elementami gry fabularnej (RPG), wyprodukowana przez polskie studio Metropolis Software. Tworzenie produkcji rozpoczęto w 1997 roku. Premiera gry miała miejsce 29 września 1999.
Jest to pierwsza gra z serii Gorky. Głównym jej pomysłodawcą i projektantem był Adrian Chmielarz.

## Fabuła i rozgrywka
Akcja gry toczy się w 2009 roku. Miejscem akcji jest miasto Lubin, będące byłą bazą radzieckich sił zbrojnych. W związku ze zbombardowaniem podobnej bazy na terenie Rosji działającej pod nazwą Gorky 17, do otoczonego przez wojsko Lubina wysłana zostaje grupa żołnierzy, która ginie w niewyjaśnionych okolicznościach. Do bazy zostaje wysłana druga grupa..
Oddział składa się z trzech przedstawicieli wojsk sojuszniczych NATO: dowódcy – Cole’a Sullivana, Jarka Owicza oraz Thiery’ego Trantigne’a. Ich zadaniem jest zbadanie terenu bazy i wyjaśnienie zaginięcia kilku osób.
Walka miała charakter turowy. Każda potyczka była uprzednio ustawiona przez programistów, bez elementów losowości.

## Konwersje
Oryginalna wersja gry stworzona została dla systemu Windows. Popularność gry spowodowała powstanie konwersji na inne systemy operacyjne. W kwietniu 2002 roku firma e.p.i.c. interactive opublikowała stworzoną komercyjną wersję gry przeznaczoną dla systemów Mac OS 9 i X. W 2006 roku port gry dla systemu Linux stworzyła firma Hyperion Entertainment. Gra wydana została przez firmę Linux Game Publishing. Studio Hyperion Entertainment zapowiedziało wydanie wersji dla systemu AmigaOS 4 w październiku 2015.

## Dostępność
Gra, w wersji dla systemu Windows, jest sprzedawana w sieci cyfrowej dystrybucji w polskiej i angielskiej wersji językowej. Sprzedaż wersji angielskiej prowadzi internetowy sklep Good Old Games. Dystrybucją elektroniczną wersji polskiej zajmuje się od października 2012 roku sklep internetowy cdp.pl. Sprzedażą gry w wersji Linux zajmuje się Linux Game Publishing.
Przygotowana przez 1C wersja gry na rynki rosyjskojęzyczne zmienia pewne szczegóły fabuły, w miejsce grywalnych żołnierzy NATO wstawiając na przykład oddział rosyjskiego Ministerstwa ds. Nadzwyczajnych w postaci Rosjanina Nikolaja Seliwanowa (o aparycji Cole’a Sullivana), Ukraińca Tarasa Kowrygi (Jarka Owicza) oraz Estończyka Jurija Chaachtiego (Thiery’ego Trantigne’a).